# 569
Năm 569 là một năm trong lịch Julius.